# Tanypteryx pryeri
Tanypteryx pryeri is een echte libel uit de familie van de Petaluridae.
De wetenschappelijke naam van de soort werd in 1889 als Tachopteryx pryeri gepubliceerd door Edmond de Selys Longchamps.